# Polestar 3
Polestar 3 – elektryczny samochód osobowy typu SUV Coupe klasy wyższej produkowany pod chińsko-szwedzką marką Polestar od 2024 roku.

## Historia i opis modelu

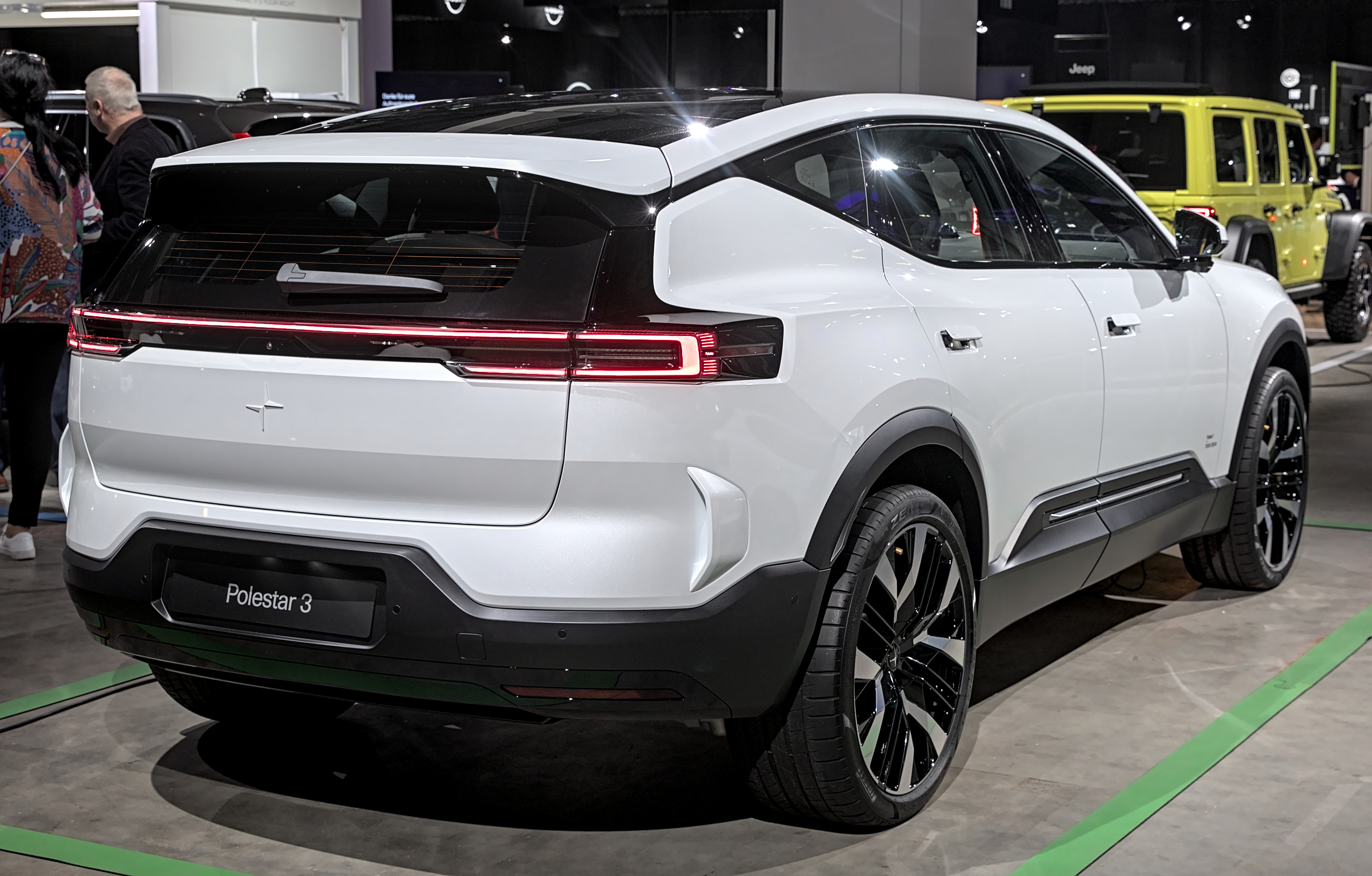
Polestar 3 - tył

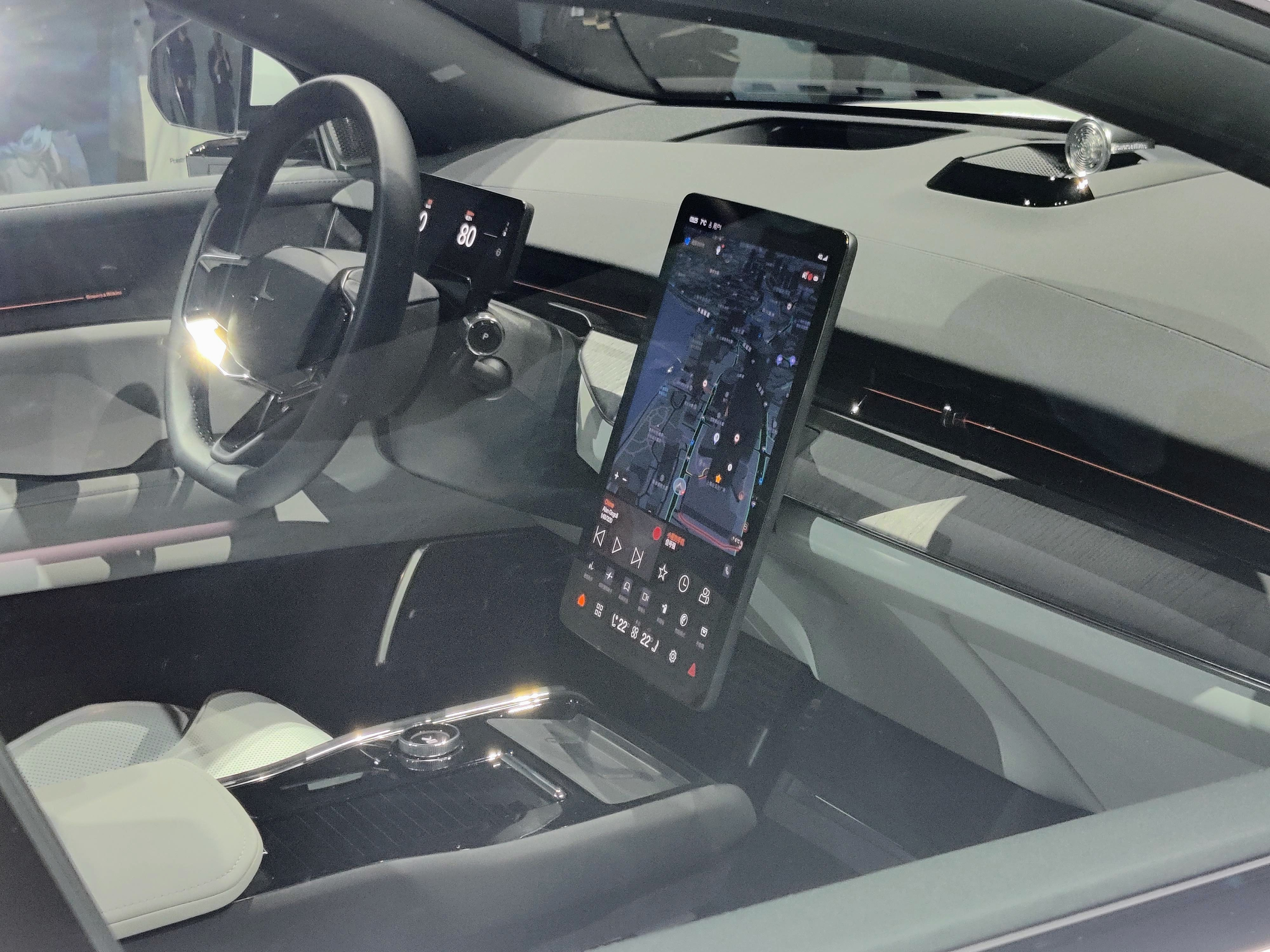
Polestar 3 - kokpit

W czerwcu 2021 Polestar po raz pierwszy zapowiedział poszerzenie swojej oferty o nowy, trzeci z kolei model, prezentując jego bryłę przykrytą białą płachtą. Premierę dużego, elektrycznego SUV-a poprzedziły jeszcze dwie zapowiedzi: zdjęcie oklejonego kamuflarzem egzemplarza z grudnia 2021 i fotografia sylwetki pojazdu pozbawiona maskowania z czerwca 2022. Ostatecznie, Polestar 3 zadebiutował oficjalnie w październiku 2022 jako pierwszy model firmy oparty na nowej, modułowej platformie SPA2 współdzielonej z bliźniaczym elektrycznym Volvo EX90. 
Pojazd jest też pierwszym seryjnym modelem utrzymanym w nowym języku stylistycznym Polestara zapowiedzianym przez prototyp Precept Concept z 2020 roku, realizując awangardową koncepcję z podwójnymi reflektorami w kształcie zwróconych do siebie bumerangów i wyraźnie zarysowanymi przetłoczeniami. Charakterystycznym detalem został duży wlot powietrza między reflektorami wyprowadzony prosto do opadającej linii maski, zapewniając optymalny opływ powietrza i docisk podczas jazdy. Linia nadwozia zyskała łagodnie, nisko opadającą linię dachu w stylu SUV-ów Coupe, z dużym udziałem powierzchni przeszklonych - niska szyba tylna płynnie łączy się ze standardowym, dużym szklanym dachem. Tylną część nadwozia, podobnie do modelu Polestar 2, przyozdobiły zaokrąglone lampy w kształcie litery "C" połączone pojedynczą listwą świetlną. Zakrzywiona, zachodząca na dach do wysokości drugiego rzędu siedzeń klapa bagażnika udostępnia przestrzeń o pojemności od 484 do 1411 litrów. Pod maską wygospodarowano z kolei niewielki przedni bagażnik o pojemności 32 litrów.
Kabina pasażerska utrzymana została w cyfrowo-minimalistycznej estetyce, z wystrojem kokpitu tworzonym przez trójbarwne materiały takie jak drewno, aluminium czy skóra. Przed kierownicą umieszczono cyfrowe wskaźniki, z kolei konsolę centralną zdominował pionowy, 14,5 calowy ekran dotykowy obsługujący system multimedialny Google. W wyposażeniu standardowym elektrycznego SUV-a znalazł się rozbudowany, składający się z 25 głośników system audio Bowers & Wilkins wyposażony w dźwięk przestrzenny 3D i funkcję Dolby Atmos.. Polestar 3 oferuje również rozbudowany pakiet systemów bezpieczeństwa obejmujący m.in. monitorowanie otoczenia i funkcję półautonomicznej jazdy dzięki radarowi LiDAR.

### Sprzedaż
Podobnie jak w przypadku bliźniaczego Volvo EX90, do produkcji Polestara 3 wyłonione zostały zakłady produkcyjne w amerykańskim Ridgeville w Karolinie Południowej, a dodatkowo - także fabryka w Chengdu w Chinach. Początkowa partia dostarczana do klientów od początku 2024 pochodzić będzie z tej drugiej fabryki, by z końcem 2024 roku pozyskiwać samochody również ze Stanów Zjednoczonych. Podobnie jak inne produkty firmy, grono rynków zbytu zostało ograniczone głównie do Europy Zachodniej, Ameryki Północnej i Chin.

### Dane techniczne
Polestar 3 to samochód w pełni elektryczny, który powstał z myślą o dwóch specyfikacjach napędowych wyposażonych w podwójne silniki elektryczne. Podstawowa rozwija moc 489 KM, rozpędzając się do 100 km/h w 5 sekund i osiągając maksymalną prędkość 210 km/h. Litowo-jonowa bateria o pojemności 111 kWh pozwala przejechać na jednym ładowaniu ok. 490 kilometrów. Topowa odmiana Performance rozwija moc 517 KM, rozpędzając się do 100 km/h w 4,7 sekundy i z taką samą baterią 111 kWh oferując ok. 470 kilometrów zasięgu na jednym ładowaniu.